# Moucherolle à poitrine ocre
Nephelomyias ochraceiventris
Pour les articles homonymes, voir Moucherolle ocré (homonymie).
Ne doit pas être confondu avec Moucherolle à poitrine olive, Moucherolle à poitrine grise ou Moucherolle à poitrine fauve (homonymie).
Espèce
Synonymes
- Mitrephorus ochraceiventris Cabanis
- Myiophobus ochraceiventris

Statut de conservation UICN

 LC  : Préoccupation mineure
Le Moucherolle à poitrine ocre (Nephelomyias ochraceiventris), aussi appelé Moucherolle ocré, est une espèce de passereau de la famille des Tyrannidae.

## Systématique
Il a été décrit en 1873 par Jean Cabanis sous le nom scientifique de Mitrephorus ochraceiventris avant de prendre le nom de Myiophobus ochraceiventris.

## Distribution
Cet oiseau fréquente le bord est de la puna, de l'Est du Pérou (région d'Amazonas) à l'Ouest de la Bolivie (département de La Paz).